# Homoeocera magnolimbata
Homoeocera magnolimbata är en fjärilsart som beskrevs av Paul Dognin 1911. Homoeocera magnolimbata ingår i släktet Homoeocera och familjen björnspinnare. Inga underarter finns listade i Catalogue of Life.